# Lijst van voetbalinterlands Irak - Nepal
Deze lijst van voetbalinterlands is een overzicht van alle officiële voetbalwedstrijden tussen de nationale teams van Irak en Nepal. De landen hebben tot op heden vier keer tegen elkaar gespeeld. De eerste ontmoeting was een groepswedstrijd tijdens de Aziatische Spelen 1982 op 24 november 1982 in New Delhi (India). Het laatste duel, een vriendschappelijke wedstrijd, werd gespeeld op 29 mei 2021 in Basra.

## Wedstrijden
| № | Plaats    | Datum            | Competitie             | Wedstrijd    | Uitslag |
| - | --------- | ---------------- | ---------------------- | ------------ | ------- |
| 1 | New Delhi | 24 november 1982 | Aziatische Spelen 1982 | Irak − Nepal | 3 − 0   |
| 2 | Bagdad    | 14 april 2001    | WK 2002 kwalificatie   | Nepal − Irak | 1 − 9   |
| 3 | Almaty    | 23 april 2001    | WK 2002 kwalificatie   | Irak − Nepal | 4 − 2   |
| 4 | Basra     | 29 mei 2021      | Vriendschappelijk      | Irak − Nepal | 6 − 2   |

## Samenvatting
| Competitie        | Totaal gespeeld | Winst Irak | Gelijk | Winst Nepal | Doelsaldo Irak – Nepal |
| ----------------- | --------------- | ---------- | ------ | ----------- | ---------------------- |
| WK-kwalificatie   | 2               | 2          | 0      | 0           | 13 − 3                 |
| Aziatische Spelen | 1               | 1          | 0      | 0           | 3 − 0                  |
| Vriendschappelijk | 1               | 1          | 0      | 0           | 6 − 2                  |
| Totaal            | 4               | 4          | 0      | 0           | 22 − 5                 |

IFA · A-internationals · Statistieken · Iraaks vrouwenelftal · Irak U21 · Irak U20 · Irak U19 · Irak U18 · Irak U17
1950 – 1969 ·
1970 – 1979 ·
1980 – 1989 ·
1990 – 1999 ·
2000 – 2009 ·
2010 – 2019 ·
2020 − 2029
Afghanistan ·
Algerije ·
Argentinië ·
Australië ·
Azerbeidzjan ·
Bahrein ·
België ·
Bolivia ·
Botswana ·
Brazilië ·
Cambodja ·
Chili ·
China ·
Colombia ·
Congo-Kinshasa ·
Cyprus ·
DDR ·
Ecuador ·
Egypte ·
Estland ·
Filipijnen ·
Finland ·
Ghana ·
Guinee ·
Hongkong ·
India ·
Indonesië ·
Iran ·
Japan ·
Jemen ·
Jordanië ·
Kazachstan ·
Kenia ·
Kirgizië ·
Koeweit ·
Libanon ·
Liberia ·
Libië ·
Macau ·
Maleisië ·
Marokko ·
Mauritanië ·
Mexico ·
Myanmar ·
Nepal ·
Nieuw-Zeeland ·
Noord-Korea ·
Oeganda ·
Oezbekistan ·
Oman ·
Pakistan ·
Palestina ·
Paraguay ·
Peru ·
Polen ·
Qatar ·
Roemenië ·
Rusland ·
Saoedi-Arabië · 
Sierra Leone · 
Singapore ·
Soedan ·
Spanje · 
Sri Lanka ·
Syrië · 
Tadzjikistan · 
Taiwan · 
Thailand · 
Trinidad en Tobago ·
Tunesië ·
Turkije ·
Turkmenistan ·
Uruguay ·
Verenigde Arabische Emiraten ·
Vietnam ·
Zambia ·
Zuid-Afrika ·
Zuid-Jemen ·
Zuid-Korea
ANFA · A-internationals · Nepalees vrouwenelftal
1972 – 1989 ·
1990 – 1999 ·
2000 – 2009 ·
2010 – 2019 ·
2020 – 2029
Afghanistan ·
Algerije ·
Australië ·
Bahrein ·
Bangladesh ·
Bhutan ·
Brunei ·
Cambodja ·
China ·
Filipijnen ·
Hongkong ·
India ·
Indonesië ·
Irak ·
Iran ·
Japan ·
Jemen ·
Jordanië ·
Kazachstan ·
Kirgizië ·
Koeweit ·
Laos ·
Macau ·
Malediven ·
Maleisië ·
Mauritius ·
Myanmar ·
Noord-Korea ·
Oman ·
Oost-Timor ·
Pakistan ·
Palestina ·
Saoedi-Arabië · 
Singapore ·
Sri Lanka ·
Syrië ·
Tadzjikistan · 
Taiwan ·
Thailand · 
Turkmenistan ·
Verenigde Arabische Emiraten ·
Vietnam ·
Zuid-Korea